# Campeonato Mundial de Halterofilia de 1980
El LIV Campeonato Mundial de Halterofilia se celebró en Moscú (URSS) del 20 al 30 de julio de 1980 bajo la organización de la Federación Internacional de Halterofilia (IWF) y la Federación Soviética de Halterofilia. Ese año las competiciones de halterofilia en los XXII Juegos Olímpicos sirvieron también como Campeonato Mundial.
Las competiciones se realizaron en el Palacio de Deportes Izmailovo de la capital soviética. 

## Medallistas
| Evento  | Oro                              | Plata                              | Bronce                                  |
| ------- | -------------------------------- | ---------------------------------- | --------------------------------------- |
| 52 kg   | Kanybek Osmonaliyev URSS 245,0   | Ho Bong-Chol Corea del Norte 245,0 | Han Gyong-Si Corea del Norte 245,0      |
| 56 kg   | Daniel Núñez · Cuba · 275,0      | Yurik Sarkisian URSS 270,0         | Tadeusz Dembończyk · Polonia · 265,0    |
| 60 kg   | Viktor Mazin URSS 290,0          | Stefan Dimitrov Bulgaria 287,5     | Marek Seweryn · Polonia · 282,5         |
| 67,5 kg | Yanko Rusev Bulgaria 342,5       | Joachim Kunz RDA 335,0             | Mincho Pashov Bulgaria 325,0            |
| 75 kg   | Asen Zlatev Bulgaria 360,0       | Alexandr Pervi URSS 357,5          | Nedelcho Kolev Bulgaria 345,0           |
| 82,5 kg | Yurik Vardanian URSS 400,0       | Blagoi Blagoev Bulgaria 372,5      | Dušan Poliačik Checoslovaquia 367,5     |
| 90 kg   | Péter Baczakó · Hungría · 377,5  | Rumen Alexandrov Bulgaria 375,0    | Frank Mantek RDA 370,0                  |
| 100 kg  | Ota Zaremba Checoslovaquia 395,0 | Igor Nikitin URSS 392,5            | Alberto Blanco Fernández · Cuba · 385,0 |
| 110 kg  | Leonid Taranenko URSS 422,5      | Valentin Jristov Bulgaria 405,0    | György Szalai · Hungría · 390,0         |
| +110 kg | Sultan Rajmanov URSS 440,0       | Jürgen Heuser RDA 410,0            | Tadeusz Rutkowski · Polonia · 407,5     |

1. 1 2 3  Arrancada (kg) + dos tiempos (kg) = total olímpico (kg).

## Medallero
| Núm. | País            | Oro | Plata | Bronce | Total |
| ---- | --------------- | --- | ----- | ------ | ----- |
| 1    | URSS            | 5   | 3     | 0      | 8     |
| 2    | Bulgaria        | 2   | 4     | 2      | 8     |
| 3    | Checoslovaquia  | 1   | 0     | 1      | 2     |
| 3    | Cuba            | 1   | 0     | 1      | 2     |
| 3    | Hungría         | 1   | 0     | 1      | 2     |
| 6    | RDA             | 0   | 2     | 1      | 3     |
| 7    | Corea del Norte | 0   | 1     | 1      | 2     |
| 8    | Polonia         | 0   | 0     | 3      | 3     |
|      | TOTAL           | 10  | 10    | 10     | 30    |